# Molibdenit
A molibdenit a szulfidásványok közé tartozó ásványfaj. Hatszöges (hexagonális) rendszerben kristályosodik, kristályai laposan táblás lemezkék, gyakori az ikerkristályosodás. Nevének eredete a görög molübdosz= ólom szóra vezethető vissza. Tiszta állapotban fontos ipari nyersanyag, kenőanyagok gyártásában hasznosítják. Könnyen téveszthető a grafittal, de színe annál világosabb, rendkívül lágy ásvány.
Kémiai összetétele:
- Molibdén (Mo) = 60,0%
- Kén (S) = 40,0%

## Keletkezése
Magas hőmérsékletű hidrotermás folyamatokban képződik, gránitpegmatitokban (nagyszemcséjű) és más mélységi vulkanikus kőzetekben alkotóelegyként is megtalálható. Jellemző a telérképződés érceiben kísérő ásványként.
Hasonló ásványok: grafit, galenit, hematit, ilmenit és a nagyágit

## Előfordulásai
Németország területén az Érc-hegységben és a Harz-hegységben. Ausztria területén Karintiában. Csehországban Horni Slavkov közelében. Svédország és Norvégia területén több előfordulása ismeretes. Oroszország Bajkálon-túli területein valamint a Kaukázusban. Jelentős előfordulások vannak Japán és Dél-Korea egyes vidékein. Ausztrália Queensland szövetségi államban. Az Amerikai Egyesült Államok Washington, és Colorado szövetségi államaiban. Kanadában Quebec tartományban vannak feltárt telepei.
Kísérő ásványok: arzenopirit, kassziterit, kvarc, magnetit, pirit, szfalerit és a volframit.
A Velencei-hegységben Nadap melletti gránit tartalmaz molibdenit foltokat, Sukoró közelében az Ördög-hegy térségében bányászatát is folytatták. ugyancsak  Sukoró térségében a Gécsi-hegy és a Meleg-hegy  tömegében jelentős feldúsulása található, melyet bányásztak is. Pákozd térségében a Retezi-lejtősaknával nyitották meg a molibdenitben gazdag ércesedést és termelést is folytattak. Baranya vármegyében Erdősmecske kőbányájában hintett ércesedése található. Nagybörzsöny közelében előforduló érctelérekben található kísérő ásványként. Recsken a Lahóca-bánya területén és a nagyobb mélységben megkutatott és feltárt porfíros ércesedés is jelentős molobdenit tartalommal rendelkezik. Kővágószőlős közelében a homokköves formációjú ércesedésben mutatták ki jelenlétét. Fertőrákos határában folytatott érckutatásoknál különítettek el molibdenitet.